# Polydictya uniformis
Polydictya uniformis är en insektsart som först beskrevs av Walker 1857.  Polydictya uniformis ingår i släktet Polydictya och familjen lyktstritar. Inga underarter finns listade i Catalogue of Life.